# Marie Simon (Philosophiehistorikerin)
Marie Simon (geboren als Marie Jalowicz am 4. April 1922 in Berlin; gestorben am 16. September 1998 ebenda) war eine deutsche Altphilologin und Philosophiehistorikerin, die nach ihrem Tod einer breiteren Öffentlichkeit durch ihr Zeugnis als Opfer der nationalsozialistischen Verfolgung bekannt wurde.

## Leben
Marie Simon wurde nach elfjähriger Ehe als einziges Kind des Rechtsanwaltes Dr. Hermann Jalowicz (1877–1941) und dessen Ehefrau Betty geb. Eger (1885–1938) geboren. Eine Ausreise mit dem Vater aus Deutschland in der Zeit der NS-Herrschaft scheiterte, auch ihrer Wohnung gingen Vater und Tochter verlustig. Selbst wurde sie im Frühjahr 1940 als Zwangsarbeiterin zur Firma Siemens verpflichtet. In dieser Zeit begann sie auch Widerstand zu leisten, beging Sabotageakte, widersetzte sich dem System, indem sie etwa Vorladungen ignorierte. Als sie im Juni 1942 von der Gestapo abgeholt werden sollte, schaffte sie es, sich zu entziehen und in Berlin unterzutauchen. Bis 1945 konnte sie durch Hilfe von anderen Menschen überleben und gehörte am Ende des NS-Regimes zu den etwa 1500 jüdischen Menschen, die im Berliner Untergrund den Holocaust überstanden. Sie gehörte in dieser Zeit zum weiteren Umkreis des linken Widerstandes. Noch 1945 wurde sie Mitglied der KPD.
Jalowicz heiratete den Orientalisten und Judaisten Heinrich Simon. Im Februar 1951 wurde sie bei Liselotte Richter mit einer Dissertation zum Thema Der Naturbegriff in der Physik und Logik der alten Stoa. Ein Beitrag zum Verständnis stoischer Ideologie an der Humboldt-Universität zu Berlin promoviert, 1969 ebenda mit der Arbeit Die Gestalt des Epikureers in orientalischer Literatur habilitiert. Beide Simons machten in der DDR Karriere und waren auch international ein bekanntes und präsentes Wissenschaftlerpaar. Simons Spezialgebiet war die Philosophie der Antike, sie bekleidete eine Professur für Antike Literatur- und Kulturgeschichte an der Humboldt-Universität. Schwerpunkt ihrer Arbeit war die Forschung zur hellenistischen Philosophie insbesondere zum Stoizismus, Epikureismus und der aristotelischen Gesellschaftslehre. Häufig forschte sie auch mit ihrem Mann gemeinsam, insbesondere zur jüdischen Philosophie der Antike. Mehrfach wirkte sie an Großprojekten der Akademie der Wissenschaften der DDR, insbesondere des Zentralinstituts für Alte Geschichte und Archäologie, mit, darunter an der Kulturgeschichte der Antike und dem Lexikon der Antike. Mit der Althistorikerin Elisabeth Charlotte Welskopf, die eine ähnlich herausgehobene, privilegierte Stellung in der DDR einnahm, verband sie eine enge Freundschaft. Ihre Stellung verlor sie auch nicht, obwohl sie weiterhin der jüdischen Gemeinde angehörte. Simon trennte sehr das private vom beruflichen und politischen Leben. Dank ihrer Stellung konnte sie auch in der DDR eine gegenüber dem Staat kritische Haltung bewahren. Vorlesungen hielt sie bis in die frühen 1990er Jahre. 1987 wurde sie mit dem Vaterländischen Verdienstorden in Bronze ausgezeichnet.
Simons 1949 geborener Sohn, der Historiker Hermann Simon, interviewte seine schwerkranke Mutter kurz vor deren Tod in den 1990er Jahren zu ihrem Überleben in der NS-Zeit im Berliner Untergrund. Die 77 Tonbänder ergaben ein Transkript von 900 Seiten, die lange Zeit der Bearbeitung benötigten. 2014 erschien das Buch schließlich, erlangte sofort eine hohe Aufmerksamkeit und konnte sogar ein internationales Echo erreichen; mehrere Übersetzungen des Buches sind bereits erschienen beziehungsweise in Vorbereitung.
Bei der großen Berliner Ausstellung im Jahre 2013, Juden in Berlin. 1938–1945, die im gesamten Stadtbild präsent war, gehörte Simon zu den porträtierten Persönlichkeiten.

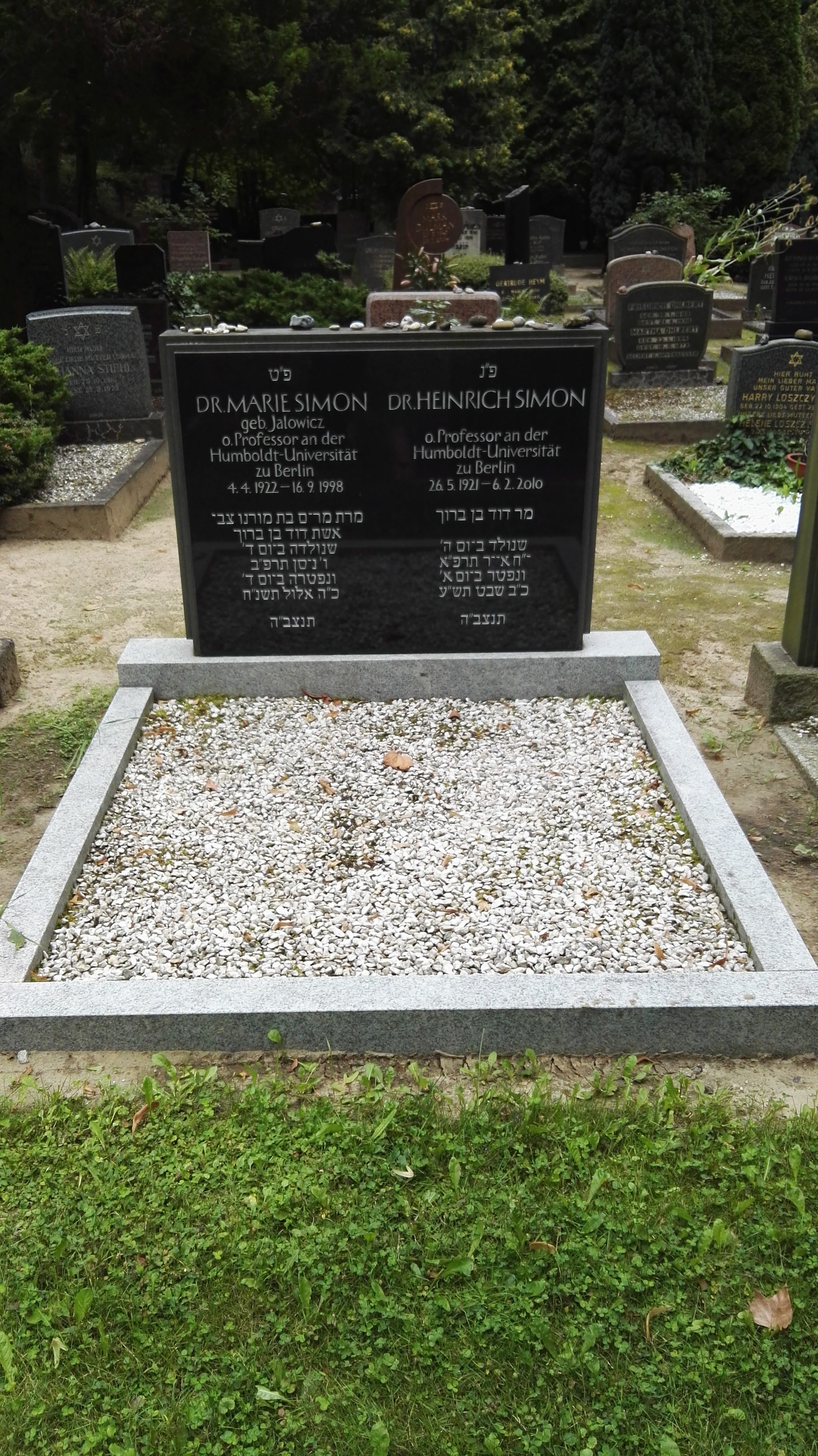
Grabstätte

Sie ist auf dem Jüdischen Friedhof Berlin-Weißensee neben ihrem Mann bestattet.

## Schriften (Auswahl)
- mit Heinrich Simon: Die alte Stoa und ihr Naturbegriff. Ein Beitrag zur Philosophiegeschichte des Hellenismus. Aufbau, Berlin 1956, DNB 454717849.
- mit Heinrich Simon: Geschichte der jüdischen Philosophie. Union, Berlin 1984 (auch Beck, München 1984, ISBN 3-406-09850-9); 2. Auflage 1990, ISBN 3-372-00376-4; Neuauflage Reclam, Leipzig 1999, ISBN 3-379-01656-X.
- Marie Jalowicz Simon: Untergetaucht. Eine junge Frau überlebt in Berlin 1940–1945. Bearbeitet von Irene Stratenwerth und Hermann Simon. Mit einem Nachwort von Hermann Simon. S. Fischer, Frankfurt am Main 2014, ISBN 978-3-10-036721-1; (= Bundeszentrale für politische Bildung: Schriftenreihe, Band 1532), BpB, Bonn 2014, ISBN 978-3-8389-0532-7. (Zusätzliches Angebot online).[5]
  - englische Ausgabe: Underground in Berlin. A Young Woman’s Extraordinary Tale of Survival in the Heart of Nazi Germany. Übersetzt von Anthea Bell. Knopf, Canada 2015, ISBN 978-0-345-80969-8.
  - als Hörbuch: Nicolette Krebitz liest: Untergetaucht. Eine junge Frau überlebt in Berlin 1940–1945. mit Originaltonaufnahmen von Marie Jalowicz Simon, bearbeitet von Irene Stratenwerth und Hermann Simon, Regie: Vera Teichmann. Lesefassung: Irene Stratenwerth, 7 CDs (8 Std. 16 Min.), Argon, Berlin 2014, ISBN 978-3-8398-1316-4.